# Feliks Ciechomski
Feliks Ciechomski (ur. 6 maja 1893  w Berszadzie na Podolu, zm. 21 października 1958 w Szczecinie) – grafik, rysownik, malarz.

## Życiorys
Początkowe nauki rysunku pobierał u W.F. Korniewa w Winnicy oraz K.Biskiego w Warszawie. W latach 1913–14 nauka w Akademii Sztuk Pięknych w Krakowie. W roku 1914 zmobilizowany do armii rosyjskiej, kończy szkołę artylerii w Odessie. Uczestniczył w wojnie polsko-bolszewickiej. Studia w Szkole Sztuk Pięknych w Warszawie w pracowni Mieczysława Kotarbińskiego oraz Wojciecha Jastrzębowskiego rozpoczyna w  roku 1921. W okresie dwudziestolecia międzywojennego wystawiał swoje prace w  Warszawie oraz w Poznaniu. W czasopiśmie Skrzydlata Polska publikowano jego ilustracje. Uczestniczył w obronie Warszawy w 1939, okres II wojny spędził w Busku Zdroju na Kielecczyźnie. Ostatnie 10 lat swojego życia  związany ze Szczecinem  gdzie podejmuje pracę jako grafik w Muzeum Narodowym oraz uczy rysunku w Liceum Plastycznym.  Ulubionym motywem malarskim były parowozy, w ostatnich latach malował pejzaże małych miasteczek. Sporo prac artysty znajduje się w zbiorach  prywatnych oraz w Muzeum Narodowym w Szczecinie. Był pra-wnukiem  Ludwiki Jędrzejewiczowej siostry Fryderyka Chopina. 
Zmarł 21 października 1958  w Szczecinie. Pochowany został na cmentarzu Centralnym w Szczecinie (kwatera 20 A).